# Flammes dans le ciel
Pour plus de détails, voir Fiche technique et Distribution.
Flammes dans le ciel (The Man in the Sky) est un film britannique réalisé par Charles Crichton, sorti en 1957.

## Fiche technique
- Titre original : The Man in the Sky
- Titre français : Flammes dans le ciel
- Réalisation : Charles Crichton
- Scénario : William Rose et John Eldridge (en)
- Photographie : Douglas Slocombe
- Montage : Peter Tanner (en)
- Musique : Gerard Schurmann
- Pays de production : Royaume-Uni
- Format : Noir et blanc
- Genre : drame
- Date de sortie : 1957

## Distribution
- Jack Hawkins : John Mitchell
- Elizabeth Sellars : Mary Mitchell
- Jeremy Bodkin : Nicholas Mitchell
- Gerard Lohan : Philip Mitchell
- Walter Fitzgerald : Conway
- John Stratton (en) : Peter Hook
- Eddie Byrne : Ashmore
- Victor Maddern : Joe Biggs
- Lionel Jeffries : Keith
- Donald Pleasence : Crabtree
- Catherine Lacey : la mère de Mary
- Megs Jenkins : Mme Snowden
- Howard Marion-Crawford : Ingrams